# Ginetta F400
Ginetta F400, tidigare Farboud GTS, är en sportbil från det brittiska bilföretaget Arash Motor Company (tidigare Farboud) som först levererades under 2005. Uppgivna prestanda är acceleration 0 - 100 på 3,8 sekunder och toppfart 288 km/h.